# 1245
1245 (MCCXLV) var ett normalår som började en söndag i den julianska kalendern.

## Händelser

### Juni
- 28 juni–17 juli – Första Lyonkonciliet under presidium av påven Innocentius IV avsätter kejsaren.
- Biskop Thomas av Finland avgår och slår sig ner i dominikanerklostret i Visby. Han anklagas av påven, Innocentius IV, för att ha förfalskat påvliga brev.

### Okänt datum
- Ärkebiskopen av Rouen förbjuder spel av real tennis på kloster för munkar. Spelet överlever ändå.

## Födda
- 16 januari – Edmund Krokrygg, engelsk prins.
- 30 april – Filip III, kung av Frankrike 1270–1285.
- Johannes XXII, född Jacques Duèse, påve 1316–1334 (född detta år, 1244 eller 1249).
- Nikolaus av Tolentino, italiensk mystiker och munk, helgon.
- Giovanni Pisano (omkring detta år).

## Avlidna
- 21 augusti – Alexander Halesius, skolastiker, teolog.
- Beatrice d'Este (ungersk drottning)